# 309 TCN
309 TCN là một năm trong lịch La Mã.